# Anton Xaver Regalat Wänker von Dankenschweil
Anton Xaver Regalat Wänker von Dankenschweil (* 14. Juni 1747 in Freiburg im Breisgau; † 12. April 1821 in St. Petersburg) war ein Jurist, Kaufmann der ersten Gilde und Armeelieferant.

## Leben
Anton Xaver Regalat wurde in Freiburg im Breisgau als Sohn des Johann Martin Wanker (1713–1761) und der Anna Maria Cleopha von Dankenschweil (1721–1793) geboren.
In St. Petersburg wurde er als Armeelieferant reich und vom Zaren geadelt. Durch Erlaubnis von Kaiser Franz II. wurde er am 28. November 1796 zudem in den Reichsadelsstand erhoben, erhielt die Lehenberechtigung und durfte sich fortan „von Dankenschweil“ nennen (Privilegium Denominandi). So änderte er seinen Namen von „Wanker“ zu „Wänker von Dankenschweil“.
Von Fürst Wäsemskoy erkaufte er das freiadelige Gut Alexandrovsky südöstlich von St. Petersburg, welches nach seinem Tod von seiner Familie wieder veräußert wurde.
Zu seinen Nachkommen zählte u. a. der Medizinalrat und Stadtamtsphysikus Anton.